# 始発列車
始発列車（しはつれっしゃ）とはある鉄道路線において、営業日の中で最初に運行される列車のことを指す。初電（しょでん）、一番列車、初発（しょはつ）などともいう。対義語は終電、最終列車。

## 概要
都市部および都道府県庁所在地に向かう始発列車は早い時間に設定されており、午前5時台であることが多く、路線によっては午前4時台から運行されている。地方のローカル線では午前6時台以降に設定されることが多いが、一部の路線では、午前4 - 5時台から設定されている。
2023年3月18日現在、JRの通常の始発列車で最も早いのは、根岸線桜木町駅4時18分発の京浜東北線直通大宮行きである。2018年3月16日までは日豊本線柳ヶ浦駅の4時17分発門司港行きであった。
なお、1982年11月15日国鉄ダイヤ改正時点では、山陰本線滝部駅3時27分発の下関行き841D列車であった。当時、主要幹線には夜行列車も数多く運行されており、深夜帯にも旅客扱いを行っていたため、夜行列車や深夜の鉄道連絡船からの接続を目的とした3時台（1970年頃までは2時台も存在した。）始発の列車がいくつか存在した。また、ダイヤ改正による夜行列車の運転区間短縮により、3時台始発の列車が誕生することもあった。
早朝にイベントなどがある場合は始発列車前に臨時列車が運行される場合があり、博多祇園山笠の追い山（例年7月15日）では早い路線で午前2時台から臨時列車が運行された例がある。この博多祇園山笠の追い山に伴う臨時列車は2024年も設定された（門司港駅2時20分発）。

### 首都圏
首都圏の東日本旅客鉄道（JR東日本）では、前述の根岸線桜木町駅の大宮行きが4時18分発であり、全国で最も発車時刻が早い。東京都区部では、神奈川県に隣接する京浜東北線蒲田駅の大宮行きが4時22分発で最も早い。逆に東京23区で都心方面への始発列車が最も遅い駅は、宇都宮線・高崎線尾久駅の6時10分発である。
私鉄は、西武池袋線保谷駅の池袋行きが4時25分発で最も早い。これに次ぐのは、西武新宿線上石神井駅の西武新宿行きと京王井の頭線富士見ヶ丘駅の渋谷行きの列車、及び山万ユーカリが丘線ユーカリが丘駅発の列車であり、いずれも4時35分発である。山万ユーカリが丘線は2016年4月2日のダイヤ改正で始発列車を58分繰り上げて4時31分発としたが、2021年6月12日のダイヤ改正で4分繰り下げた。

### 近畿圏
近畿圏では、阪急宝塚線雲雀丘花屋敷駅の大阪梅田行きが4時26分発で最も早い。
西日本旅客鉄道（JR西日本）のアーバンネットワーク圏内に絞ると、阪和線日根野駅の天王寺行きが4時35分発で最も早く、大和路線王寺駅のJR難波行きが4時36分でこれに次ぐ。大阪駅を通る東海道・山陽本線では、JR神戸線西明石駅の普通京都行きが4時45分発であり最も早い。一方、大阪市内で最も遅い始発列車はおおさか東線大阪駅の久宝寺行きで、5時50分発となる。
私鉄は、前述の阪急宝塚線雲雀丘花屋敷駅の大阪梅田行きが4時26分発で最も早い。これに次ぐのは、阪急神戸線西宮北口駅の大阪梅田行き、阪神本線尼崎駅の大阪梅田行きと新開地行きであり、いずれも4時36分発である。

### 中京圏
中京圏は首都圏や近畿圏と比較して始発列車が遅い。
東海旅客鉄道（JR東海）で最も早いのは関西本線亀山駅の名古屋行きで、4時54分発である。東海道線 (名古屋地区)では大垣駅の豊橋行きが最も早く、5時0分発である。
私鉄も同様に始発列車が遅い傾向にある。大手私鉄では、近鉄名古屋線白塚駅の近鉄名古屋行きが5時1分発で最も早く、名鉄常滑線西ノ口駅の中部国際空港行きが5時11分でこれに次ぐ。

### その他の地域
JR西日本の岡山駅着の列車では予讃線高松駅4時35分発の快速マリンライナーが全国でも特に早い部類に入る始発列車として運行されており、前述の日本一早い始発列車から34分繰り下げられた津山線津山駅4時47分発がこれに次ぐ。また広島シティネットワーク圏内では、6時に広島駅を発車する東京方面の新幹線「のぞみ」との接続改善を目的として始発を大幅に繰り上げた路線があり、山陽本線岩国駅4時48分発の糸崎行きが最も早く、呉線広駅5時0分発のあき亀山行きがこれに次ぐ。山陰エリアでは出雲市駅を岡山行き特急「やくも」が4時42分に発車するなど、特急列車ではあるが早朝から運行されている。
地方私鉄の事例では、ひたちなか海浜鉄道湊線が阿字ヶ浦駅4時57分発の勝田行き（平日のみ）、関東鉄道常総線が水海道駅4時56分発取手行きと、早い時間帯からの運行が行われている。かつてはアルピコ交通上高地線が夜行快速列車「ムーンライト信州」の運転日にあわせ、新島々駅4時10分、松本駅4時45分発の臨時列車を運行していた。
かつてのJR北海道の楓駅、新十津川駅や2025年現在の宗太郎駅 （下り方向。上りは2本運転。）のように始発電車のみの運転（つまり1日1本のみの運転であり、最終列車でもある）という事例も存在する。

### 新幹線
新幹線は国の定める環境基準に合わせ、すべての始発列車を午前6時以降としている。東海道新幹線では、東京駅と新大阪駅のほか、品川駅で6時0分発の「のぞみ」を、新横浜駅で6時0分発の「ひかり」を運転している。
なお、山形新幹線の福島駅 - 新庄駅間と秋田新幹線の盛岡駅 - 秋田駅間（いわゆるミニ新幹線区間）は在来線として扱われるため、新幹線の環境基準の適用を受けない。最も早い列車は新庄駅5時40分発の東京行き「つばさ122号」である。

### 海外
ロシア連邦には、夜行列車しか停車しない駅が存在する。一例として、バイカル・アムール鉄道のヴィサコゴルナヤ駅（ハバロフスク州ヴィサコゴルナヤ村、станция Высокогорная）では、ソヴィエツカヤ・ガヴァニ方面が0時28分に、ウラジオストク方面が1時52分に出発する。1日の列車はこの2本のみで、しかも両方向とも夜行列車のため、始発列車兼最終列車が日付が変わった直後に発車するという事例が存在する。